# Lécera
Lécera és un municipi d'Aragó, situat a la província de Saragossa i enquadrat a la comarca del Camp de Belchite.

## Demografia
| 1991 |  | 1996 |  | 1998 |  | 1999 |  | 2000 |  | 2001 |  | 2002 |  | 2003 |  | 2004 |  | 2005 |  | 2006 |  | 2008 |
| ---- |  | ---- |  | ---- |  | ---- |  | ---- |  | ---- |  | ---- |  | ---- |  | ---- |  | ---- |  | ---- |  | ---- |
| 1009 |  | 879  |  | 860  |  | 850  |  | 837  |  | 828  |  | 829  |  | 786  |  | 777  |  | 776  |  | 758  |  | 736  |

## Personatges il·lustres
- Amadeu Foz i Tena, metge.